# 蔣春芳
蔣春芳（1549年—？），字實伯，號元軒，山東青州府益都縣人，軍籍，明朝政治人物。

## 生平
萬曆元年（1573年）癸酉科山東鄉試第五十名舉人，萬曆八年（1580年）庚辰科會試第八十五名，登三甲第一百七十四名進士。礼部觀政，授揚州府推官，丁憂，十四年補大同府，十七年行取河南道御史，差河東巡盐，巡歷所至，綽有風采。二十年丁憂歸，二十三年补浙江道御史，差巡按淮扬，二十四年擢尚寶司少卿，二十五年八月与户部主事李長庚主考河南乡试，以京察降调，卒。

## 家族
曾祖蔣安；祖父蔣通；父蔣琳，曾任壽官。母姜氏；繼母包氏。